# Konavattam
Konavattam là một thị trấn thống kê (census town) của quận Vellore thuộc bang Tamil Nadu, Ấn Độ.

## Nhân khẩu
Theo điều tra dân số năm 2001 của Ấn Độ, Konavattam có dân số 9351 người. Phái nam chiếm 49% tổng số dân và phái nữ chiếm 51%. Konavattam có tỷ lệ 67% biết đọc biết viết, cao hơn tỷ lệ trung bình toàn quốc là 59,5%: tỷ lệ cho phái nam là 74%, và tỷ lệ cho phái nữ là 60%. Tại Konavattam, 13% dân số nhỏ hơn 6 tuổi.